# یوتئو (آلاباما)
یوتئو (به انگلیسی: Eutaw) شهری در شهرستان گرین ایالت آلاباما است که مساحت آن ۳۱٫۱ کیلومتر مربع است و در سرشماری سال ۲۰۱۰ میلادی، ۲٬۹۳۴ نفر جمعیت داشته و تراکم جمعیتی آن، ۹۴٫۳۴ نفر در هر کیلومتر مربع بوده است.